# Lou Burnard
Lou Burnard, né Louis Deryck Burnard le 9 décembre 1946 à Birmingham, est un informaticien et un chercheur britannique.
Internationalement reconnu pour ses travaux dans le domaine des humanités numériques, il a participé au lancement de la Text Encoding Initiative (TEI) à la fin du XXe et participe toujours à son développement.

## Biographie

### Formation
Boursier du Balliol College, il obtient une licence de littérature anglaise à l'Université d'Oxford en 1968, puis un master en littérature anglaise du XIXe siècle en 1973.

### Carrière
En 1988, il participe à la conférence de Poughkeepsie qui élabore les principes de la Text Encoding Initiative.
Il est directeur adjoint du service informatique de l'Université d'Oxford de 2001 à 2010.

## Publications
- Lou Burnard, Qu’est-ce que la Text Encoding Initiative ?, OpenEdition, 2015 (DOI 10.4000/books.oep.1237, lire en ligne).